# Huércal-Overa
Huércal-Overa è un comune spagnolo  situato nella comunità autonoma dell'Andalusia.